# La storia vera della signora dalle camelie
La storia vera della signora dalle camelie és una pel·lícula dramàtica franco-italiana de 1981 dirigida per Mauro Bolognini i protagonitzada per Isabelle Huppert. Explica la història real de Alphonsine Plessis, que es va convertir en una famosa cortesana a París i la inspiració per a la novel·la La Dama de les Camèlies d'Alexandre Dumas, fill, que al seu torn s'ha convertit en la font de moltes obres de teatre, òperes, ballets i pel·lícules.

## Trama
Alphonsine, creix sense mare en la pobresa absoluta, marxa sola a París i troba feina com a modista. Al vespre, la majoria de les noies amb les quals treballa treballen com a prostitutes, però una és guarda-roba a l'òpera i la porta allà per ajudar. Veure l'alta societat exposada l'omple de ganes d'unir-se al seu món.
Analfabeta, el seu únic bé és el seu cos, aviat esdevé l'amant d'un jove noble. D'ell passa a un vell aristòcrata ric i després se'n va a Anglaterra amb el comte de Perregaux, que es casa amb ella allà. Tot i que la converteix en comtessa i li dona gust per l'opi, descobreix que el matrimoni no és per a ell i la deixa lliure per viure la seva pròpia vida. Mai manca d'admiradors, es converteix en una de les cortesanes més famoses de París, atraient fins i tot a Franz Liszt.
Entre molts atrets per la seva fama i encant hi ha un jove escriptor Alexandre Dumas fill, fill de l'il·lustre escriptor Alexandre Dumas (pare). Durant una estona la persuadeix perquè es quedi amb ell al país, amb l'esperança que li calmarà la tuberculosi i frenarà les seves despeses salvatges. Però vol sortir com ha viscut i, tornant al seu món parisenc, mor el 1847 als 23 anys, deixant enrere un deute massiu. Alexandre converteix la seva història en una novel·la, que és un gran èxit.

## Repartiment
- Isabelle Huppert - Alphonsine Plessis
- Gian Maria Volonté - Plessis
- Bruno Ganz - Comte Perregaux
- Fabrizio Bentivoglio - Dumas fill
- Clio Goldsmith - Clemence
- Mario Maranzana - Dumas pare
- Yann Babilée - Agenor
- Carla Fracci - Marguerite Gauthier
- Cécile Vassort - Henriette
- David Jalil - Maxence
- Piero Vida
- Fabio Traversa - Sacerdot
- Remo Remotti
- Mattia Sbragia
- Clara Colosimo
- Gina Rovere
- Stefania Pierangelini - Thérèse
- Fernando Rey - Comte Stackelberg

## Reconeixement
- 1981 - David di Donatello[2]
  - Millor escenografia a Mario Garbuglia
  - Millor vestuari a Piero Tosi
  - nominació Millor actor secundari a Bruno Ganz
  - nominació  Millor fotografia a Ennio Guarnieri
  - nominació Millor banda sonora a Ennio Morricone
- 1981 - Nastro d'argento[3]
  -  Millor actriu revelació a Carla Fracci
  -  Millor escenografia a Mario Garbuglia
  - Millor vestuari a Piero Tosi